# Комптон, Спенсер, 7-й маркиз Нортгемптон
Спенсер «Спенни» Дуглас Дэвид Комптон, 7-й маркиз Нортгемптон (англ. Spencer "Spenny" Douglas David Compton, 7th Marquess of Northampton; родился 2 апреля 1946 года) — британский пэр.

## Биография
Родился 2 апреля 1946 года. Старший сын достопочтенного Уильяма Комптона, 6-го маркиза Нортгемптона (1885—1978), и его второй жены Вирджинии Люси Комптон (1919—1997), урожденной Хитон. Учился в Итонском колледже (Виндзор, Беркшир).
Семейные резиденции — замок Эшби-хаус и Комптон-Уайнайтс.
Очевидным наследником маркизата и его дочерних титулов является Дэниел Комптон, граф Комптон (род. 1973), единственный сын 7-го маркиза Нортгемптона. У графа Комптона есть единственный сын, Генри Дуглас Хангерфорд Комптон, барон Уилмингтон, который родился в 2018 году. Затем в очереди на наследование находится его двоюродный дядя Джеймс Уильям Комптон (род. 1974), сын покойного лорда Уильяма Джеймса Бингема Комптона (1947—2007), у которого три дочери: Эбигейл (род. 2002), Женевьева (род. 2004) и Эленор (род. 2006) и один сын Уильям Эдвард Ричард Комптон (род. 2010) от его жены Наташи Сомерс (женат с 2000 года). Следующий наследник — Олвин Комптон (род. 1919), самый старший внук лорда Олвина Фредерика Комптона (1855—1911), третьего сына 4-го маркиза Нортгемптона; он бездетен. Его брат покойный Роберт «Робин» Комптон (1922—2009) оставил двух сыновей, у обоих из которых есть два собственных сына.

## Личная жизнь
7-й маркиз Нортгемптон был указан как обладатель недвижимости стоимостью 120 миллионов фунтов стерлингов в списке Estates Gazette Rich List за 2011 год. В списке богатейших людей Sunday Times за 2017 год, в рейтинге самых богатых людей Великобритании, его состояние оценивается в 110 миллионов фунтов стерлингов. В 1985 году он продал «Поклонение волхвов» Андреа Мантеньи на аукционе Christie’s в Лондоне музею Гетти за рекордную на тот момент аукционную цену в 10,5 миллиона долларов (8,1 миллиона фунтов стерлингов). В ноябре 1993 года Апелляционный отдел Верховного суда штата Нью-Йорк подтвердил его претензии на владение сокровищем Севсо, сокровищем серебра поздней Римской империи.
Он масон и был великим мастером Объединенной Великой ложи Англии с 2001 по март 2009 года.
Маркиз Нортгемптон был женат шесть раз. 13 июня 1967 года Комптон женился на Генриетте Луизе Марии Бентинк (30 января 1949 — 29 ноября 2010), дочери Адольфа Виллема Карела барона Бентинка и Габриэль Баронин Тиссен-Борнемисса де Кассон. У пары было двое детей, и они развелись в 1973 году.
- Леди Лара Катрина Комптон (род. 26 апреля 1968), 1-й муж — Джунайд Джан, от брака с которым у неё двое детей; 2-й муж с 1994 года Питер Фальтер.
- Дэниел Бингэм Комптон, граф Комптон (род. 16 января 1973), 1-я жена с 2001 года Элизабет Люси Кардосо, от брака с которой у него есть две дочери: леди Анастасия Генриетта Грейс Комптон (род. 26 марта 2002) и леди Теодора Вирджиния Люси Комптон (род. 19 августа 2003). В 2017 году граф Комптон женился вторым браком на Эмилии Жасмин Хангерфорд (род. 1979), от брака с которой у него есть один сын, Генри Дуглас Хангерфорд Комптон, барон Уилмингтон (род. 2018).

В 1974 году маркиз Нортгемптон женился вторым браком на Аннет Мари Смоллвуд, дочери Чарльза Энтони Рассела Смоллвуда. Второй брак оказался бездетным. Они развелись в 1977 году.
В 1977 году он женился в третий раз на Розмари Эшли Моррит Хэнкок, которая ранее была замужем за достопочтенным Лайонелом Доусон-Деймером (1940—2000). У них был один ребенок до развода в 1983 году.
- Леди Эмили Роуз Комптон (род. 1980), муж — Эдвард Хорнер, от брака с которым у неё двое детей.

12 января 1985 года маркиз Нортгемптон женился четвертым браком на Ханнелоре Эллен (урожденной Эрхардт) (? — 16 апреля 2015), которая ранее была замужем за Майклом Пирсоном, 4-м виконтом Каудреем (род. 1944). У Спенсера Комптона и Эрхардт был один ребенок, и они развелись в 1988 году.
- Леди Луиза Сесилия Комптон (род. 1985)

10 декабря 1990 года Спенсер Комптон женился пятым браком на Памеле Мартине Рафаэле (урожденной Хауорт) (род. 1951), которая ранее была замужем за Эмануэлем Киприосом. Они развелись в январе 2013 года.
Позже в том же году, 4 сентября 2013 года в Лондоне, маркиз Нортгемптон женился в шестой раз на Трейси Гудман (род. 1964), с которой до сих пор женат.